# Phyllophaga longitarsa
Phyllophaga longitarsa är en skalbaggsart som beskrevs av Thomas Say 1823. Phyllophaga longitarsa ingår i släktet Phyllophaga och familjen Melolonthidae. Inga underarter finns listade i Catalogue of Life.